# The Jimi Hendrix Experience (album)
The Jimi Hendrix Experience kompilacijski je box set američkog rock sastava The Jimi Hendrix Experience. Album je kao četverostruko CD izdanje objavljen 2000. godine od diskografske kuće MCA Records. Materijal obuhvaća alternativne snimke, uživo nastupe te neke raritete. Iako je većina materijala prethodno već objavljena na prijašnjim kompilacijama, neki ranije neobjavljene materijale (kao što su žive verzije "Killing Floor" i "Wind Krici Marija") također je uključen.

## O albumu
Među alternativnim pjesmama nalaze se i snimke s Hendrixovih studijskih albuma uključujući i First Rays of the New Rising Sun. Uživo skladbe dolaze s nastupa na Monterey Pop festivalu, the Royal Albert Hallu i the Isle of Wight festivalu, a gotovo sve se nalaze na albumu Hendrix in the West.
Neke od pjesama (a posebno one koje dolaze s albuma Hendrix in the West), neznatno su obrađene kako bi im se pročisti zvuk, međutim niti takve se ne razlikuju previše od originala. Box set sadrži preko 50 pjesama i knjižicu koja sadrži sve tekstove pjesama popraćenih s fotografijama (nekima do tada neobjavljenim). Također sadrži zabilješka sa snimanja albuma te novinske članke, plakate i Hendrixov rukopis.
Box set je nanovo 28. studenoga 2005. godine objavila Universal music groupa te ekskluzivno sadrži bonus DVD na kojemu se nalazi 30-minutni dokumentarni film pod nazivom Hendrix and The Blues, izvorno kreiran kao dio Martin Scorsese Presents The Blues serije. Dvd također uključuje i nekoliko video uradaka uživo poput "Johnny B. Goode" (snimljen uživo u Berkeley Community Theatre, Berkeley, Kalifornija, 30. svibnja 1970.), "Red House" i "In From The Storm" (oba uživo snimljena na festivalu Isle of Wight, Engleska, 30. kolovoza 1970.).

## Popis pjesama
| 1.  | »Purple Haze«                                                                                   | Jimi Hendrix               | 3:26 |
| 2.  | »Killing Floor« (uživo snimka u Olympia Theatru, Pariz, Francuska, 18. listopada 1966.)         | Howlin' Wolf               | 3:05 |
| 3.  | »Hey Joe« (uživo snimka u Olympia Theatru, Pariz, Francuska, 18. listopada 1966.)               | Billy Roberts              | 2:52 |
| 4.  | »Foxy Lady«                                                                                     | Hendrix                    | 3:27 |
| 5.  | »Highway Chile« (prethodno neobjavljena alternativna snimka)                                    | Hendrix                    | 3:40 |
| 6.  | »Hey Joe« (prethodno neobjavljena alternativna snimka)                                          | Roberts                    | 3:06 |
| 7.  | »Title#3« (prethodno neobjavljena snimka)                                                       | Hendrix                    | 2:12 |
| 8.  | »Third Stone from the Sun« (prethodno neobjavljena alternativna snimka)                         | Hendrix                    | 9:18 |
| 9.  | »Taking Care of No Business« (prethodno neobjavljena snimka)                                    | Hendrix                    | 3:42 |
| 10. | »Here He Comes (Lover Man)« (prethodno neobjavljena alternativna snimka)                        | Hendrix                    | 3:02 |
| 11. | »Burning of the Midnight Lamp« (prethodno neobjavljena alternativna snimka)                     | Hendrix                    | 1:30 |
| 12. | »If 6 Was 9« (prethodno neobjavljena alternativna snimka)                                       | Hendrix                    | 5:57 |
| 13. | »Rock Me Baby« (uživo snimka na Monterey International Pop Festivalu, 18. lipnja 1967.)         | Bihari brothers, B.B. King | 3:20 |
| 14. | »Like a Rolling Stone« (uživo snimka na Monterey International Pop Festivalu, 18. lipnja 1967.) | Bob Dylan                  | 6:52 |

| 1.  | »Sgt. Pepper's Lonely Hearts Club Band« (snimljena uživo u Stockholmu, Švedska, 5. rujna 1967.) | John Lennon/Paul McCartney                      | 1:51 |
| 2.  | »Burning of the Midnight Lamp« (snimljena uživo u Stockholmu, Švedska, 5. rujna 1967.)          | Hendrix                                         | 4:06 |
| 3.  | »Little Wing« (prethodno neobjavljena alternativna snimka)                                      | Hendrix                                         | 3:23 |
| 4.  | »Little Miss Lover« (prethodno neobjavljena alternativna snimka)                                | Hendrix                                         | 2:21 |
| 5.  | »The Wind Cries Mary« (snimljena uživo u Olympia Theatre, Pariz, Francuska, 9. listopada 1967.) | Hendrix                                         | 4:11 |
| 6.  | »Catfish Blues« (snimljena uživo u Olympia Theatre, Pariz, Francuska, 9. listopada 1967.)       | Petway                                          | 5:26 |
| 7.  | »Bold as Love« (prethodno neobjavljena alternativna snimka)                                     | Hendrix                                         | 7:09 |
| 8.  | »Sweet Angel« (prethodno neobjavljena alternativna snimka)                                      | Hendrix                                         | 4:12 |
| 9.  | »Fire« (snimljena uživo u Clark Universityu, Worcester, MA, 15. ožujka 1968.)                   | Hendrix                                         | 2:43 |
| 10. | »Somewhere« (prethodno neobjavljena alternativna snimka)                                        | Hendrix                                         | 3:48 |
| 11. | »Have You Ever Been (To Electric Ladyland)« (prethodno neobjavljena alternativna snimka)        | Hendrix                                         | 1:28 |
| 12. | »Gypsy Eyes« (prethodno neobjavljena alternativna snimka)                                       | Hendrix                                         | 3:43 |
| 13. | »Room Full of Mirrors« (prethodno neobjavljena alternativna snimka)                             | Hendrix                                         | 1:26 |
| 14. | »Gloria« (prethodno neobjavljena alternativna snimka)                                           | Van Morrison                                    | 8:53 |
| 15. | »It’s Too Bad« (prethodno neobjavljena skladba)                                                 | Hendrix                                         | 8:52 |
| 16. | »Star Spangled Banner« (studijska verzija)                                                      | Francis Scott Key, John Stafford Smith, Hendrix | 4:12 |

| 1.  | »Stone Free« (prethodno neobjavljena alternativna snimka)                                        | Hendrix | 3:43  |
| 2.  | »Spanish Castle Magic« (prethodno neobjavljena alternativna snimka)                              | Hendrix | 5:50  |
| 3.  | »Hear My Train a Comin’« (prethodno neobjavljena alternativna snimka)                            | Hendrix | 6:58  |
| 4.  | »Room Full of Mirrors« (prethodno neobjavljena alternativna snimka)                              | Hendrix | 7:56  |
| 5.  | »I Don’t Live Today« (uživo snimljena u Los Angelesu, 26. travnja 1969.)                         | Hendrix | 6:33  |
| 6.  | »Little Wing« (uživo snimljena u Royal Albert Hallu, London, 24. veljače 1969.)                  | Hendrix | 3:16  |
| 7.  | »Red House« (uživo snimljena u San Diegu, Sports Arena, 24. svibnja 1969.)                       | Hendrix | 13:07 |
| 8.  | »Purple Haze« (uživo snimljena u San Diegu, Sports Arena, 24. svibnja 1969.)                     | Hendrix | 4:03  |
| 9.  | »Voodoo Child (Slight Return)« (uživo snimljena u Royal Albert Hallu, London, 24. veljače 1969.) | Hendrix | 7:53  |
| 10. | »Izabella« (prethodno neobjavljena alternativna snimka)                                          | Hendrix | 3:40  |

| 1.  | »Message to Love« (prethodno neobjavljena alternativna snimka)                                                          | Hendrix      | 3:35 |
| 2.  | »Earth Blues« (prethodno neobjavljena alternativna snimka)                                                              | Hendrix      | 4:08 |
| 3.  | »Astro Man« (prethodno neobjavljena alternativna snimka)                                                                | Hendrix      | 4:11 |
| 4.  | »Country Blues« (prethodno neobjavljena snimka)                                                                         | Hendrix      | 8:27 |
| 5.  | »Freedom« (prethodno neobjavljena alternativna snimka)                                                                  | Hendrix      | 3:52 |
| 6.  | »Johnny B. Goode« (uživo snimka na Berkeley Community Theatru, Berkeley, Kalifornija, 30. svibnja 1970. (prvi nastup))  | Chuck Berry  | 4:46 |
| 7.  | »Lover Man« (prethodno neobjavljena snimka)                                                                             | Hendrix      | 2:57 |
| 8.  | »Blue Suede Shoes« (uživo snimka na Berkeley Community Theatru, Berkeley, Kalifornija, 30. svibnja 1970. (prvi nastup)) | Carl Perkins | 4:28 |
| 9.  | »Cherokee Mist« (prethodno neobjavljena snimka)                                                                         | Hendrix      | 6:02 |
| 10. | »Come Down Hard on Me« (prethodno neobjavljena alternativna snimka)                                                     | Hendrix      | 3:18 |
| 11. | »Hey Baby/In from the Storm« (uživo snimljena u Maui, Hawaii, 30. srpnja 1970.)                                         | Hendrix      | 8:56 |
| 12. | »Ezy Ryder« (prethodno neobjavljena alternativna snimka)                                                                | Hendrix      | 3:43 |
| 13. | »Night Bird Flying« (prethodno neobjavljena alternativna snimka)                                                        | Hendrix      | 4:24 |
| 14. | »All Along the Watchtower« (uživo snimljena u Isle of Wightu, Engleska, 30. kolovoza 1970.)                             | Bob Dylan    | 4:22 |
| 15. | »In from the Storm« (uživo snimljena u Isle of Wightu, Engleska, 30. kolovoza 1970.)                                    | Hendrix      | 4:21 |
| 16. | »Slow Blues« (prethodno neobjavljena snimka)                                                                            | Hendrix      | 1:46 |

## Produkcija
- Producent - Janie Hendrix, Eddie Kramer, John McDermott
- Masters - Eddie Kramer, George Marino
- Ilustracija (ispis, fotografija, asistencija) - Barry Gruber, Steve Pesant
- Dizajn - Phil Yarnall, Stan Stanski
- Zabilješke - Dave Marsh
- Zabilješke po snimkama - Dave Marsh, John McDermott
- Fotografija (omota knjižice) - Karl Ferris

## Vanjske poveznice
- Discogs - recenzija albuma